# Mitu (ptaki)
Mitu – rodzaj ptaków z rodziny czubaczy (Cracidae).

## Występowanie
Rodzaj obejmuje gatunki występujące w Ameryce Południowej.

## Morfologia
Długość ciała 75–89 cm; masa ciała samców 2600–3860 g, samic 1300–2745 g.

## Systematyka

### Etymologia
Mitu: epitet gatunkowy Crax mitu Linnaeus, 1766; tupi. Mitú, Mutú lub Mutúm „czarny (ptak)”, nazwa dla czubaczy.

### Podział systematyczny
Taksony te przez niektórych systematyków umieszczane są w rodzaju Pauxi. Do rodzaju należą następujące gatunki:
- Mitu mitu (Linnaeus, 1766) – czubacz garbonosy – gatunek wymarły na wolności[10]
- Mitu tomentosum (von Spix, 1825) – czubacz rdzawosterny
- Mitu salvini Reinhardt, 1879 – czubacz białosterny
- Mitu tuberosum (von Spix, 1825) – czubacz brzytwodzioby